# Joseph Heim
Joseph Heim (zm. 10 kwietnia 1945) – niemiecki as myśliwski z okresu II wojny światowej. Odniósł 5 zwycięstw powietrznych latając na myśliwcu odrzutowym Messerschmitt Me 262. Zginął w walce 10 kwietnia 1945. 